# 美国银行中心 (奥斯汀)
30°16′3″N 97°44′33″W / 30.26750°N 97.74250°W
美国银行中心（Bank of America Center）是一栋位于德克萨斯州奥斯汀的建筑。建于1975年，楼内面积261,609平方英尺（24,304平方） ，共26层。它的高度为336英尺（102）。该建筑位于奥斯汀市中心国会大道的东侧，第五、第六大街之间。